# Stairway (降谷建志の曲)
「Stairway」（ステアウェイ）は、降谷建志1作目のシングル。2015年5月20日、MOB SQUADから発売された。

## 概要
初のソロシングル。完全生産限定盤。生産シリアル番号入紙ジャケット。KENJI FURUYAデザインによるロゴステッカーが封入された。
ミュージック・ビデオは「009 RE:CYBORG」「東のエデン」で知られる神山健治が降谷ソロ音源第1弾「Swallow Dive」に続いて監督した。
ミュージック・ビデオは2曲共に、降谷1作目のアルバム「Everything Becomes The Music」初回限定盤付属DVDに収録。

## 収録曲
全作詞・作曲・編曲：降谷建志
1. Stairway（4：19）[3]
2. Skin & Bones（3：43）[3]